# Belal Mansoor Ali
Belal Mansoor Ali (Arabisch: بلال منصور علي ; geboren als John Yego; 17 oktober 1988) is een voormalig Keniaanse middellangeafstandsloper, die momenteel voor Bahrein uitkomt.

## Loopbaan
Ali was op zestienjarige leeftijd de jongste atleet die op de wereldkampioenschappen van 2005 in Helsinki de finale behaalde. Op de 800 m werd hij met een tijd van 1.45,55 zevende. De maand ervoor was hij, als voorbereiding op de WK, jeugdwereldkampioen op de 1500 m geworden. Op de WK in Helsinki kwam hij ook op deze afstand uit en werd uitgeschakeld in de halve finale.
Op 7 augustus 2007 won hij de 1000 m tijdens de DN Galan in Stockholm en versloeg hiermee de Zuid-Afrikaan Mbulaeni Mulaudzi. Later die maand werd hij elfde in de 1500 m-finale van de WK in Osaka, waarin de tot Amerikaan genaturaliseerde Keniaan Bernard Lagat in 3.34,77 de titel greep. Ali realiseerde een tijd van 3.36,44.
Het volgende jaar kon Belal Mansoor Ali het tijdens de wereldindoorkampioenschappen in Valencia op de 1500 m niet bolwerken en strandde hij reeds in de serie op een kansloze vijfde plaats. Op de Olympische Spelen van 2008 in Peking blies hij zijn partij op de 1500 m echter weer aardig mee en werd hij in de finale achtste met een tijd van 3.35,23. Deze prestatie werd een jaar later opgewaardeerd naar een zevende plaats, nadat de aanvankelijke winnaar, de Bahreini Rashid Ramzi, tegen de lamp was gelopen na een dopingcontrole en was gediskwalificeerd.

## Titels
- Wereldjeugdkampioen 1500 m - 2005

## Persoonlijke records
Outdoor
| Onderdeel   | Prestatie | Datum            | Plaats    |
| ----------- | --------- | ---------------- | --------- |
| 800 m       | 1.44,02   | 9 september 2007 | Rieti     |
| 1000 m      | 2.15,23   | 7 augustus 2007  | Stockholm |
| 1500 m      | 3.31,49   | 2 juli 2007      | Athene    |
| 1 Eng. mijl | 3.52,35   | 15 juni 2007     | Oslo      |

Indoor
| Onderdeel   | Prestatie | Datum            | Plaats    |
| ----------- | --------- | ---------------- | --------- |
| 800 m       | 1.46,48   | 8 februari 2009  | Gent      |
| 1000 m      | 2.17,06   | 24 februari 2008 | Gent      |
| 1500 m      | 3.36,28   | 20 februari 2007 | Stockholm |
| 1 Eng. mijl | 3.57,89   | 10 februari 2009 | Liévin    |

## Palmares

### 800 m
- 2005: 7e WK - 1.45,55
- 2006: 7e WK U20 - 1.49,09
- 2007:  Wereldatletiekfinale - 1.45,93
- 2010:  Wereldbeker - 1.44,92

### 1500 m
Kampioenschappen
- 2005:  WK U18 - 3.36,98
- 2006:  WK U20 - 3.41,36
- 2007: 11e WK - 3.36,44
- 2007: 6e Wereldatletiekfinale - 3.38,93
- 2008: 5e in serie WK indoor - 3.41,91
- 2008: 7e OS - 3.35,23 (na DQ Rashid Ramzi)
- 2008: 7e Wereldatletiekfinale - 3.39,62
- 2009: 9e WK - 3.37,72
- 2009: 6e Wereldatletiekfinale - 3.36,42
- 2012: 10e OS - 3.37,98

Golden League-podiumplekken
- 2008:  Meeting Gaz de France – 3.33,12
- 2008:  Weltklasse Zürich – 3.33,06
- 2008:  Memorial Van Damme – 3.35,94
- 2009:  Weltklasse Zürich – 3.33,74

### veldlopen
- 2005: 10e WK voor junioren  - 24.33
- 2006: 21e WK voor junioren - 24.52